# 艾蒂安·多雷
艾蒂安·多雷（法語：Étienne Dolet，法語發音：[etjɛn dɔlɛ]；1509年—1546年），文艺复兴时期法国作家、诗人、印刷商、哲学家和人文主义者。由于他喜欢古典作家的怀疑论，因而他否认灵魂不朽，索邦神学院的神学家宣判其有罪，被处以火刑。

## 生平
他出生于一个普通家庭，12岁之前一直居住在奥尔良。1521年，他前往巴黎，在那里，他与加斯帕尔·德科利尼教授尼古拉·贝罗（Nicolas Bérault）一起学习了五年拉丁文学。1526年，根据人文主义传统，他开始了欧洲大学之旅。他前往帕多瓦，在他的老师和朋友西蒙·德·维拉诺瓦的指导下，完善了他对拉丁文学的知识，尤其是西塞罗的知识。维拉诺瓦去世后，多雷担任利摩日主教、法国驻威尼斯共和国大使让·德·朗雅克（Jean de Langeac）的秘书。在那里，他参加了巴蒂斯塔·埃格纳齐奥（Battista Egnazio）关于西塞罗的课程，西塞罗成为多雷的“写作和思考大师”。
1529年，他回到法国，1532年进入图卢兹大学学习法律和法理学。1533年10月，他被选为法兰西民族的演说家，发表了一篇关于图卢兹人野蛮行为的暴力控诉，并于1月发表了一篇关于宗教迷信和加科斯涅人暴行的诽谤。1534年3月，他被监禁，尽管受到让·德·潘的保护，但1534年图卢兹议会的一项法令最终将他驱逐出境。
1534年8月1日，他抵达里昂，在离开巴黎几个月后，他回到里昂，成为里昂人文主义者圈的一员，经常拜访克莱蒙·马罗和弗朗索瓦·拉伯雷，也经常光顾纪尧姆和莫里斯·塞夫、让·德·图尔讷和印刷师塞巴斯蒂安·格里夫，并成为他们的校对员。
1535年，依靠塞巴斯蒂安·格里夫，多雷出版了《西塞罗模仿对话》（Dialogus de Imitation Ciceroniana），这部作品重新点燃了西塞罗主义的争吵。在这本书中，他背靠背地提到伊拉斯谟和路德，他们被指控领导基督教走向毁灭。
1536年12月，在一场斗殴中，他杀死了一位名叫孔潘的画家，他声称对方想暗杀自己。他逃离里昂，悄悄抵达巴黎，祈求国王的恩典。1537年2月，他收到了赦免信。然而，他在返回里昂后被监禁几周。
1538年3月6日，他从弗朗索瓦一世那里获得了一项特权，允许他在十年内用自己的笔或在他的监督下用拉丁语、希腊语、意大利语或法语印刷任何作品。在1539年成为印刷商之前，他接触各种出版商。正是在这些年里，他出版了《拉丁语评论》（Commentariorum Linguae Latinae）的前两卷，这是一本雄心勃勃的拉丁语词源词典，是他十几岁时构思的一个项目，也是他一生的杰作。

## 印刷商
在埃卢安·迪兰的资助下，他在里昂的梅谢埃尔街开了一家印刷厂。在四年的时间里，他出版了近90本书，包括学生手册、法语或拉丁语的经典文本，包括时代文学、克莱蒙·马罗和拉伯雷的作品（一本伪造版的《巨人传》导致了两人的争吵）。他最大的出版成功之一是他关于如何翻译的书。
其中四分之一用于宗教作品。因此，他出版了《新约圣经》和《基督教要义》的法文版。他无法忽视他所面临的危险。1538年出版的《基督教加图》甚至产生了相反的效果。这一教义是根据《加图对句诗》的模式制定的，这是16世纪非常流行的作品。《基督教加图》在发行后被禁止出售，于1542年10月2日被判刑，并于1544年2月在圣母院教堂前的广场上展示。

## 宗教裁判所
1542年，他出版了宗教书籍，引起了检察官马蒂厄·奥里的注意。1542年8月，他被关押在里昂监狱，被指控是有害作品的作者，不相信灵魂不朽。他被判印刷其中一些作品，在四旬斋期间吃肉，并声称更喜欢布道而不是弥撒，他向巴黎高等法院提出上诉，认为这是滥用职权，允许他从罗阿讷监狱转移到古监狱，在那里呆了15个月。由于蒂勒主教皮埃尔·迪沙泰尔（Pierre Duchâtel）的干预，他获得了新的赦免信，并返回里昂恢复活动。
1544年，在发现带有他印刷商标的异端书籍包后，他第二次被监禁。然而，他设法逃脱并在皮埃蒙特避难。他鲁莽地回到法国，因为他认为他可以在里昂印刷信件，呼吁法国国王、纳瓦拉女王和巴黎最高法院伸张正义。正是在这种情况下，他出版了《第二地狱》（Le Second Enfer），这是一本写给权势者的信件集，旨在为他辩护。这些信件之后是柏拉图的两个译本，阿克西奥库斯和喜帕恰斯（也被称为伪经）的译本，副标题为“盖涅的欲望和感情”。
他的第三次审判涉及书包案，这一阴谋肯定是由里昂印刷业人士组织的。他还被指责翻译了《阿克西奥库斯》中的一段话：“死后，你将完全一无所有。”多雷通过添加“完全”一词来支持他的翻译。索邦神学院希望看到多莱异端的证据：他不相信灵魂不朽。
1546年8月3日，他在受折磨的地方援引圣母和她的守护神进行了赔偿。根据他的判断，由于这一点，他有可能被绞死，然后将他的书扔进莫贝尔广场的火堆。这个地方是为印刷商保留的：1546年，四个人被勒死并烧毁。
一个虚构的传统报告说，他在通往火刑柱的路上创作了一个五步格：Non dolet ipse dolet，sed pia turba dolet“悲伤的不是多雷自己，而是善良的群众”），这吸引了随行牧师的以下回应：Non pie turba dolet sed dolet ipse dolet（“痛苦的是多雷，而不是其他人”）

## 多雷和宗教
目前尚不清楚多雷是否应该被归类为新教的代表或反基督教理性主义的捍卫者。然而，众所周知，他不被当时的新教徒承认，约翰·加尔文（John Calvin）正式谴责他亵渎上帝之子，泰奥多尔-阿格里帕·多比涅（Theodore Agrippa）和他的主人西蒙·德·维拉诺瓦（Simon）也是如此。他的主要敌人是他竞争的其他印刷商，一些为天主教徒印刷书籍，另一些为新教徒印刷书籍，但多雷倾向于不关心宗教的人文主义著作。1530年左右，当他到达里昂时，当地有大约100家印刷厂，因此他代表了其他人想要消除的竞争对手。他的房子被搜查了；那里有禁书，比如加尔文的要义。他被教会法庭判处监禁，并被转移到巴黎，随后被弗朗索瓦一世赦免并获释。
但是，从他出版的许多书的宗教性质来看，这种谴责肯定是错误的。他对用地方话阅读圣经的永久辩护尤其值得注意。

## 作品
多雷的主要作品包括：
- 两次祷告。八封信。自由音乐II。书信朋友书（1534）
- Dialogus de Imitatione Ciceroniana adversus Desiderium Erasmus Roterdamum pro Christophoro Longolio（1535），批评伊拉斯谟。
- 《拉丁语评论》，第一卷（1536年）；第二卷（1538年），里昂，两卷对开本。
- De Re navali liber ad Lazarum Bayfium（1537）
- Carminum libri quatuor。收录195种不同品种。《里昂官方关于哲学意义上的宗教信仰的宣言》（1538年）。
- Cato Christianus Stephano Doleto Gallo aurelio autore，里昂，艾蒂安·多雷出版，1538年。
- Cato Formulae latinarum locutionum（1539）
- 《一种语言在另一种语言中的良好翻译》（1540）
- 《瓦卢瓦法国国王的统治》，里昂，E·多雷，1540年。
- 《第二地狱》，来自奥尔良的艾蒂安·多雷特鲁瓦，1544年。《地狱》源自1525年克莱蒙·马罗的一本书，当时他正关押在沙特莱的监狱内，第二表示这是多雷根据马罗的作品重新演绎或者改写的。[6]
- 《艾蒂安·多雷的感恩歌》（1546），关于荒凉和安慰。

埃蒂安·多雷还留下了拉丁语和法语诗歌、柏拉图和西塞罗的一些作品的法语译本、情况小册子，包括两本关于他入狱的小册子，题为《第一和第二地狱》（1544年）。埃蒂安·多雷还写了另一本小册子，要求用更通俗的语言阅读《圣经》，这本小册子被烧毁。

## 纪念

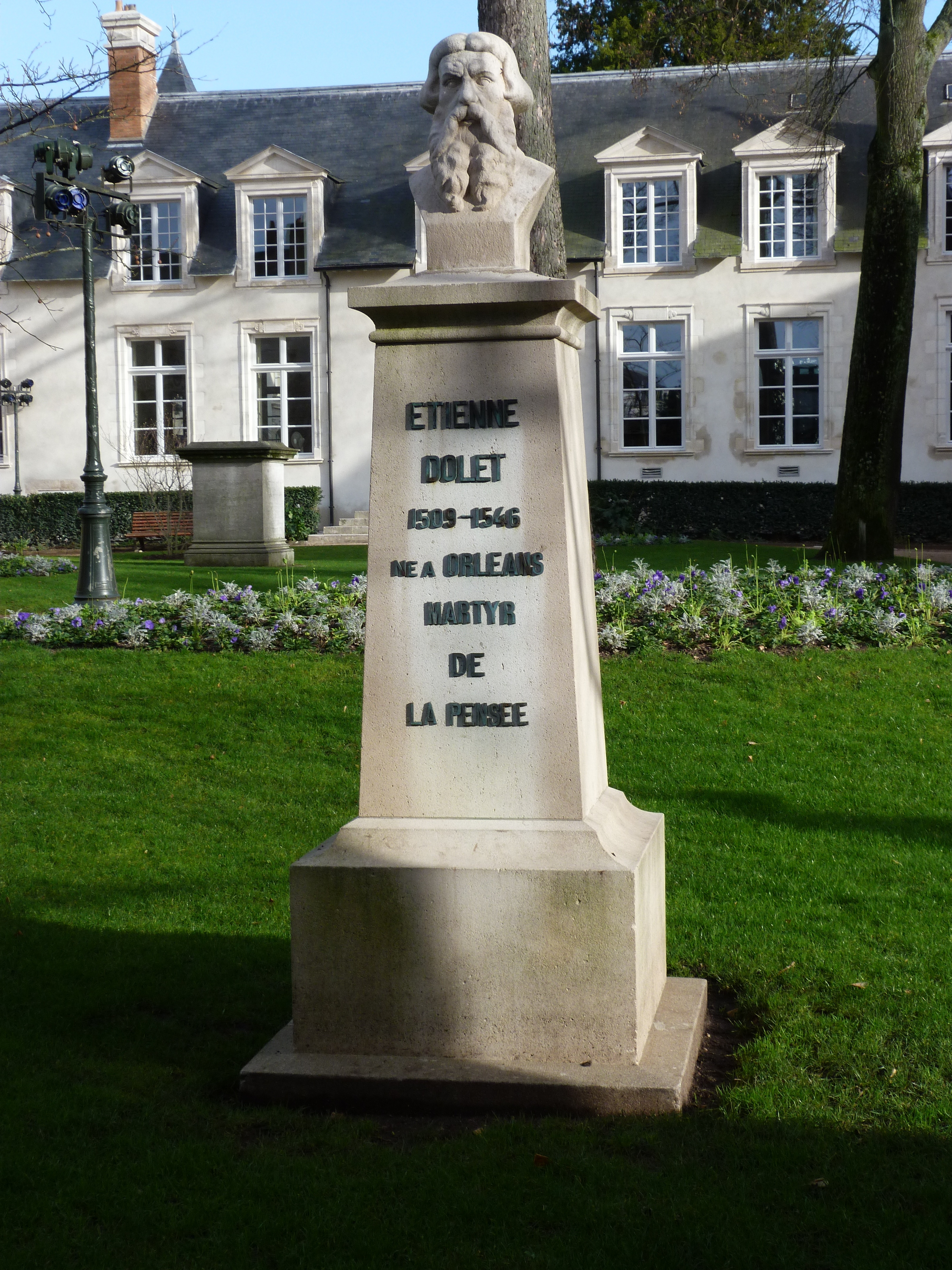
位于奥尔良格罗斯洛花园的艾蒂安·多雷雕像

艾蒂安·多雷的铜像竖立在巴黎的莫贝尔广场（Place Maubert），就在他的火刑柱所在地。它于1889年5月19日星期日下午2点落成。它代表了一个站着的人文主义者，双手绑在脚边的印刷机上。前一天，第五区自由思想协会（艾蒂安·多雷集团）在同一区的市政厅组织了一次题为“艾蒂安·多雷，他的生活，他的工作，他的殉道”的会议，由塞纳河代表公民布尔讷维尔主持。雕像底部是他死前用拉丁语说的一句话：“Non dolet ipse dolet，sed pia turba dolet（悲伤的不是多雷自己，而是善良的群众）”。
安德烈·布勒东在他的小说《纳迪亚》（1928）中使这座纪念碑永垂不朽。
这座雕像是德雷福斯支持者、反教士和自由思想家的集会场所，在1942年占领期间被拆除并熔化，尽管进行了几次尝试，但从未被替换。战争结束时，只剩下基座，1980年广场重建时消失了。
1933年，他的半身像在奥尔良的阿尔杜伊诺花园揭幕，1942年被移除并熔化。1955年，雕塑家范登诺盖特（Van den Noorgaete）建造了一座新的石头纪念碑。它位于镇上的同一绿地，在老市政厅的花园里，现在被称为格罗斯洛酒店花园。它是在许多世俗协会在场的情况下成立的。
巴黎莫贝尔广场纪念艾蒂安·多雷纪念碑协会成立于2017年，旨在重建一座纪念他的纪念碑。雕塑家安塞尔姆·基弗（Anselm Kiefer）同意参与该项目。

## 扩展阅读
- Boulmier, Joseph, E. Dolet, sa vie, ses oeuvres, son martyre (1857)
- Christie, Richard Copley, Étienne Dolet, the Martyr of the Renaissance (2nd ed., 1889), containing a full bibliography of works published by him as author or printer;
- Didot, Ambroise Firmin, Essai sur la typographie (1852)
- Galtier, O., Étienne Dolet (Paris, 1908).
- Michel, L., Dolet: sa statue, place Maubert: ses amis, ses ennemis (1889)
- Née de la Rochelle, J.F., Vie d'Éienne Dolet (1779)